# Gelis gallicator
Gelis gallicator är en stekelart som först beskrevs av Aubert 1971.  Gelis gallicator ingår i släktet Gelis och familjen brokparasitsteklar. Inga underarter finns listade i Catalogue of Life.